# 西宮市立大社中学校
西宮市立大社中学校（にしのみやしりつ たいしゃちゅうがっこう）は、兵庫県西宮市神原に所在する公立中学校。

## 概要
西宮市立大社中学校は、1947年（昭和22年)4月11日に、西宮市立大社小学校（兵庫県西宮市桜谷町に所在）に併設された。5月1日に、開校式及び入学式が行われ、初代校長に、井上貞三郎が就任した。その後、校内に、中庭芝生庭園や築山造園、岩石園など、現在にも残る場所を建設した。1967年（昭和42年)12月25日に、苦楽園五番町古墳を、校内に移設した。1989年（平成元年）4月1日に、スポーケン市ギャリ中学校と姉妹提携を開始した。1998年（平成10年)6月5日から、中学生・体験活動週間トライやる・ウィークを実施し、毎年、本校2年生が対象となっている。1997年（平成7年）1月17日に発生した、阪神・淡路大震災の被害を受けて、「一九九九年からは震災を教訓にした地域とのつながりを深める試みとして」、西宮震災記念碑公園（兵庫県西宮市奥畑に所在）の清掃を、毎年、本校の生徒が行っている。
ベビーブームの影響で一時期、在校生徒数が2000人を超えるマンモス校であった。
また、西宮市内の公立中学校ならではの特徴として、阪神甲子園球場で毎年行われる、西宮市中学校連合体育大会（中連体）に参加することができる。最寄駅は阪急甲陽線の甲陽園駅。

## 部活動

### 運動部
- 野球部
- 陸上競技部
- サッカー部
- 女子バレーボール部
- ソフトテニス部
- バスケットボール部
- 卓球部
- 柔道部
- 剣道部
- ソフトボール部

### 文化部
- 吹奏楽部
- 合唱部
- 美術部
- ESS部
- 園芸部

## 主な卒業生など
- 榛名由梨 - 元宝塚歌劇団月組&花組男役トップスター、女優
- 比屋根吉信 - 沖縄・興南高校野球部元監督、京都大学硬式野球部元監督
- 寶馨 - 京都大学大学院総合生存学館教授、京都大学硬式野球部元部長・元監督
- 大倉智之 - INSPiのメンバー
- 高井美紀 - 毎日放送アナウンサー※神戸市立本山中学校へ転校。
- 清水健登 - 柔道家
- 小南満佑子 - 女優
- 近藤光史 - 元毎日放送アナウンサー→フリーアナウンサー（昭和プロダクション所属）

## 通学区域が隣接している学校
- 西宮市立苦楽園中学校
- 西宮市立甲陵中学校
- 西宮市立上ケ原中学校
- 西宮市立平木中学校
- 西宮市立深津中学校
- 西宮市立今津中学校
- 西宮市立浜脇中学校
- 芦屋市立山手中学校